# Distrito electoral de Bushnell (condado de Kimball, Nebraska)
Bushnell (en inglés: Bushnell Precinct) es un distrito electoral ubicado en el condado de Kimball en el estado estadounidense de Nebraska. En el Censo de 2010 tenía una población de 303 habitantes y una densidad poblacional de 0,32 personas por km².

## Geografía
Bushnell se encuentra ubicado en las coordenadas 41°11′54″N 103°55′17″O / 41.19833, -103.92139. Según la Oficina del Censo de los Estados Unidos, Bushnell tiene una superficie total de 947.81 km², de la cual 946.97 km² corresponden a tierra firme y (0.09%) 0.84 km² es agua.

## Demografía
Según el censo de 2010, había 303 personas residiendo en Bushnell. La densidad de población era de 0,32 hab./km². De los 303 habitantes, Bushnell estaba compuesto por el 91.75% blancos, el 0.33% eran afroamericanos, el 1.65% eran amerindios, el 1.98% eran asiáticos, el 3.3% eran de otras razas y el 0.99% pertenecían a dos o más razas. Del total de la población el 6.27% eran hispanos o latinos de cualquier raza.